# Chongxuan
Chongxuan (chin. 重玄宗 chongxuan zong oder 重玄派 chongxuan pai „Schule des Doppelten Geheimnisses“/„Schule des Doppelten Mysteriums“; engl. Twofold Mystery School) ist eine Schule des Daoismus, deren Namen von einer Stelle im ersten Kapitel des Daodejing inspiriert ist und in deren Mittelpunkt die Schriften Daodejing (des legendären Laozi) und Zhuangzi stehen. Ihre wichtigsten Vertreter sind Cheng Xuanying (成玄英) und Li Rong (李榮 / 李荣). In ihr stand die Beschäftigung mit dem der Begriff der Leere im Mittelpunkt und es wurden Lehren des Madhyamaka, einer Philosophenschule des Mahayana-Buddhismus, assimiliert. Besonders einflussreich war die Richtung in der frühen Tang-Dynastie, insbesondere unter Kaiser Xuanzong (玄宗).